# Ильинское (Некрасовский район)
Ильинское — село в Некрасовском районе Ярославской области, входит в состав сельского поселения Красный Профинтерн, относится к Гребовскому сельскому округу.

## География
Расположено в 20 км к западу от центра поселения посёлка Красный Профинтерн.

## История
Церковь в селе была построена в 1796 году на средства крестьянина Матвея Дмитриевича Пчелина Престолов в ней было шесть: Святого Пророка Илии, Святого Великомученика Димитрия, Святой Мученицы Параскевы, Спаса Нерукотворного Образа, Покрова Божьей Матери, Святого Димитрия Митрополита Ростовского. 
В конце XIX — начале XX века село входило в состав Залужской волости Даниловского уезда Ярославской губернии.
С 1929 года село входило в состав Гребовского сельсовета Боровского района, с 1938 года — в составе Некрасовского района, с 2005 года — в составе сельского поселения Красный Профинтерн.

## Население
| 1859 | 1914 | 2002 | 2007 | 2010 |
| ---- | ---- | ---- | ---- | ---- |
| 105  | ↗136 | ↘2   | ↗4   | →4   |